# Коротка історія В'єту
«Коротка історія В'єту» (В'єтн.|Việt sử lược) Найдавніший твір по в'єтнамській історії, написаний у правління династії Чан. Написано класичною китайською мовою

## Історія створення та перекладів
Точний рік створення твору невідомий, але ряд особливостей тексту вказує на те, що він був завершений у часи династії Чан. Оригінальний рукопис до нашого часу не дійшов. Він був утрачений, а можливо і вивезений при китайській окупації 1407-1427 рр. Автор твору також не відомий і скоріше усього їх було декілька. Існує ймовірність, що перші дві книги були написані буддистським монахом До Тхієном, а третя конфуціанцем і чиновником Чан Фо.
Вперше, з часу втрати, твір був надрукований у Китаї, за текстом губернатора провінції, Шаньдун при правлінні імператора Хунлі(1735-1796) і був включений до збірнику творів «Сику цюаньшу»
Вже на в'єтнамську мову твір був перекладений у 1960 році дослідником із В'єтнаму, Чан Куак Вионгом. 

## Структура тексту
Текст твору поділений на три частини-цзюані
- Перший цзюань оповідає про давні в'єтські племена, утворення держави і перші царські династії і закінчується на приході пізніх Лі
- Другий цзюань описує події від 1009 по 1127 роки, коли династія Лі утвердилась і правила державою.
- Третій цзюань описує події від 1127 по 1225 роки і завершується падінням Династії Пізніх Лі

## Особливості тексту
- Хоча текст і пройшов через руки китайських переписувачів, сумніватись у його автентичності складно. Основним підтвердженням цього служить передмова Цянь Сіцзо, в якій він зазначив, які зміни були ним внесено в пам'ятку, і критикував його авторів за підкреслення національної незалежності В'єтнаму.
- На перші дві частини впливала буддистські погляди автора, тоді як на третю конфуціанські.